# アイラブエッグ
アイラブエッグとは韓国で作られた、たまごの形をしたキャラクター達である。関連アニメも存在する。

## 概要
何にでも変身するタマゴたちのショートアニメ。
元々は韓国のホームページで配信されていたアニメだが、国内では子供から大人まで幅広い層に受け入れられている。
2010年12月3日、11日24時に、カートゥーンネットワークで全話一挙放送された。